# Fourneau-du-Diable
Pour les articles homonymes, voir Fourneau.
Le Fourneau-du-Diable, ou Forge-du-Diable, est le nom donné à un surplomb rocheux naturel dominant un site préhistorique du Paléolithique supérieur, situé à Bourdeilles, en Dordogne. On y a notamment trouvé des blocs sculptés datés du Solutréen.
Le site est classé au titre des monuments historiques.

## Dénomination
De tels qualificatifs faisant référence au surnaturel pour désigner des sites préhistoriques se rencontrent fréquemment. Il existe ainsi par exemple une « Gorge d'Enfer » aux Eyzies (Dordogne), un « Temple aux envoutements » dans la grotte de Bara-Bahau, au Bugue (Dordogne), et un « Sanctuaire du Sorcier » à la grotte des Trois-Frères, sise à Montesquieu-Avantès, en Ariège.

## Situation
Le site du Fourneau-du-Diable est localisé dans le nord du département de la Dordogne, le long de la route départementale (RD) 106E2 entre Brantôme et Bourdeilles, sur le territoire de cette dernière commune, en bordure de la Dronne ; il occupe un pied de falaise bordé par un grand talus divisé en deux terrasses.
Le site archéologique est divisé en deux zones distantes d'environ 450 mètres : la principale, le Fourneau-du-Diable,  à l'angle de la route des Rochers (RD 106E2) et de la route des Justes menant au hameau des Moneries (parcelles cadastrales 810, 815 et 816), et l'autre, le gisement des Moneries, à l'ouest de la route, face au hameau des Moneries (parcelles 727 et 729).
En 2023, à 300 mètres au sud-ouest, un surplomb rocheux au-dessus de la RD 106E2 est identifié à tort sur les cartes du Géoportail comme étant le « Rocher de la Forge du Diable ». Il s'agit en fait du « Grand Rocher ».

Le Grand Rocher.
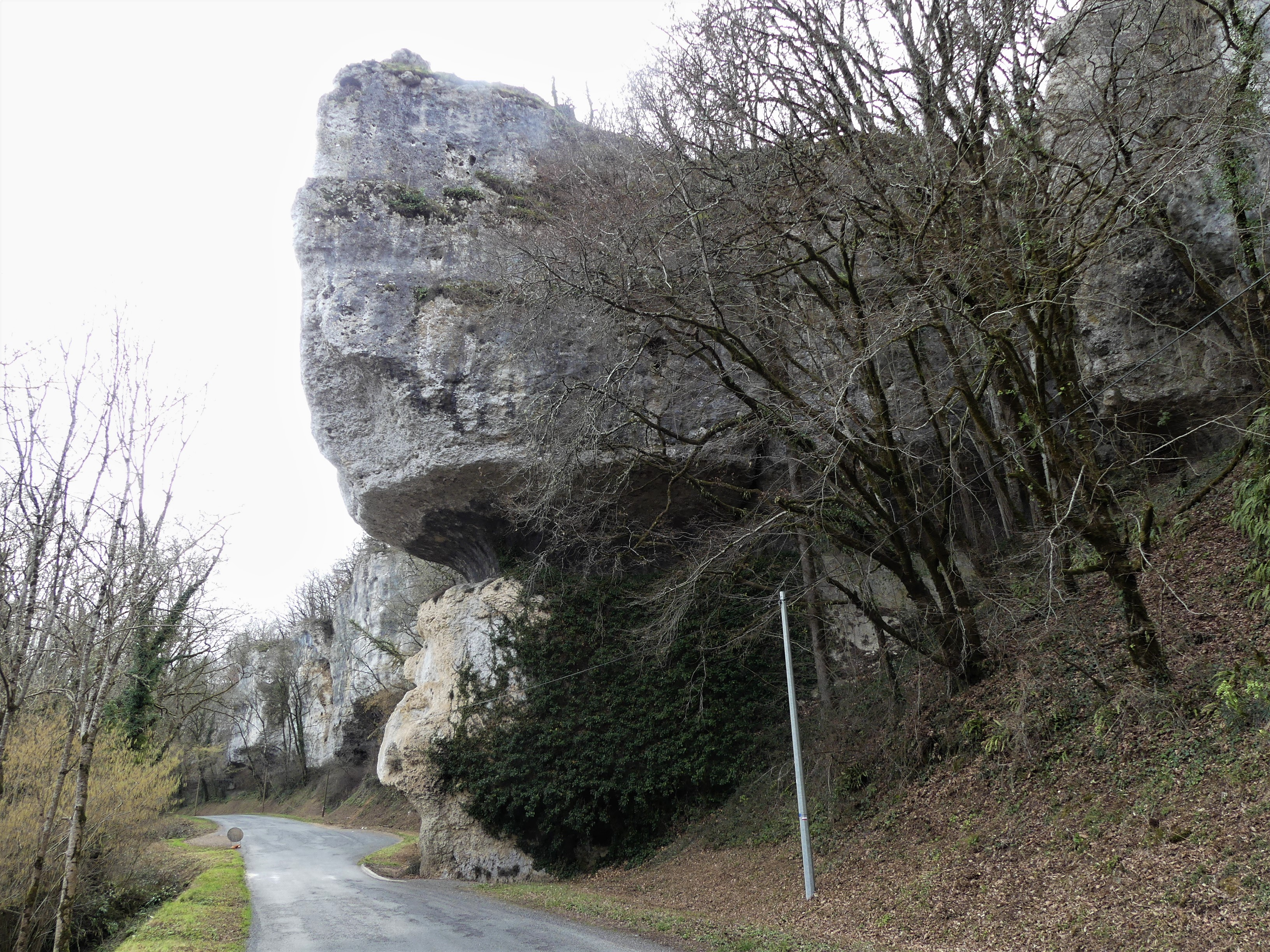
Vu depuis le nord-est.
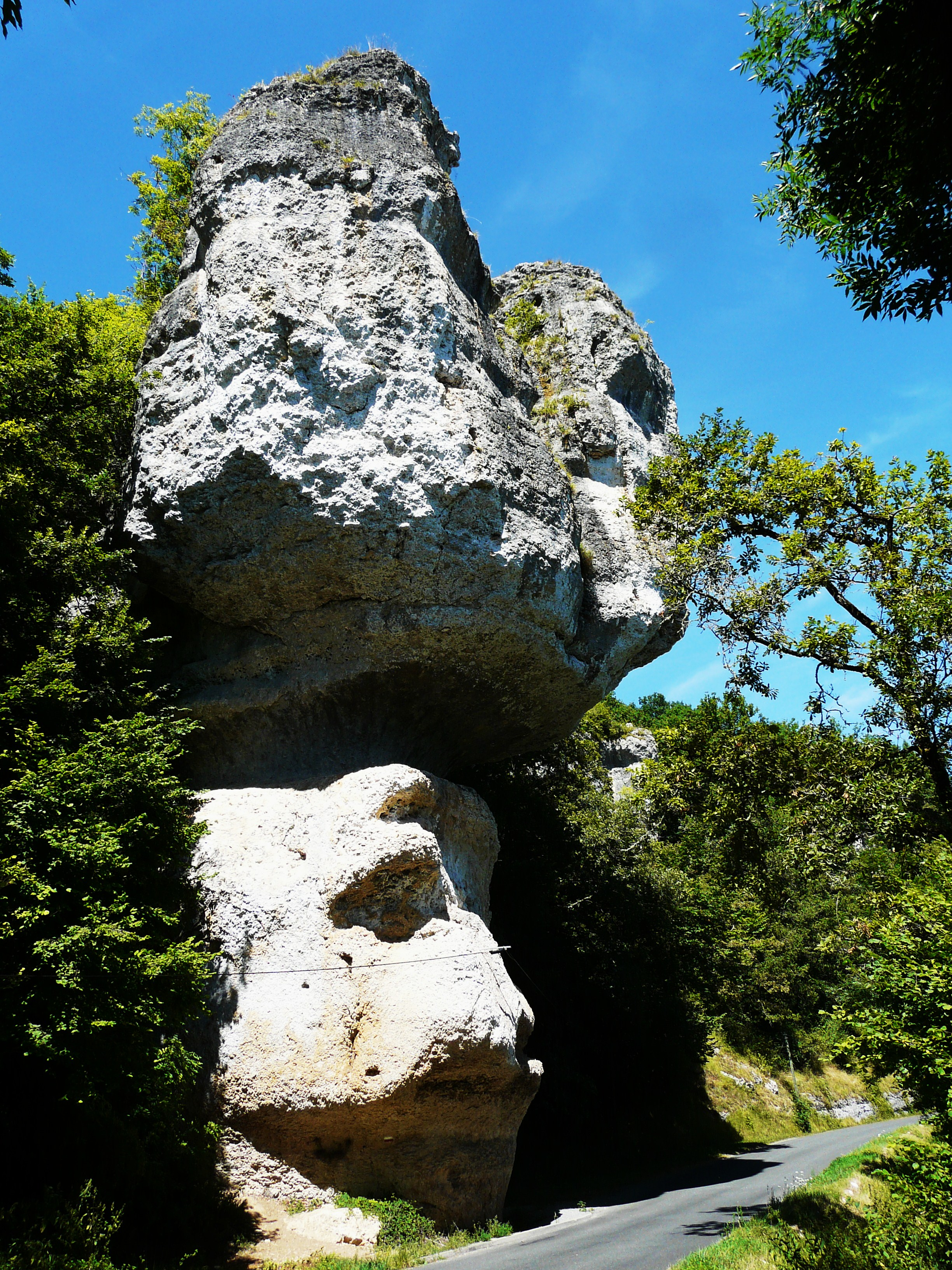
Vu depuis le sud.

## Historique
Le site du Fourneau-du-Diable a été fouillé une première fois en 1863 par l'archéologue amateur Paul Hurault de Vibraye.
Les travaux de Denis Peyrony, de 1919 à 1924, révélèrent des niveaux d'occupation du Gravettien, du Solutréen supérieur et du Magdalénien final. Le Solutréen supérieur (vers 20 000 ans AP), d'une grande richesse, contenait un bloc orné d'importance majeure, exhumé en 1924.

## Sculptures préhistoriques

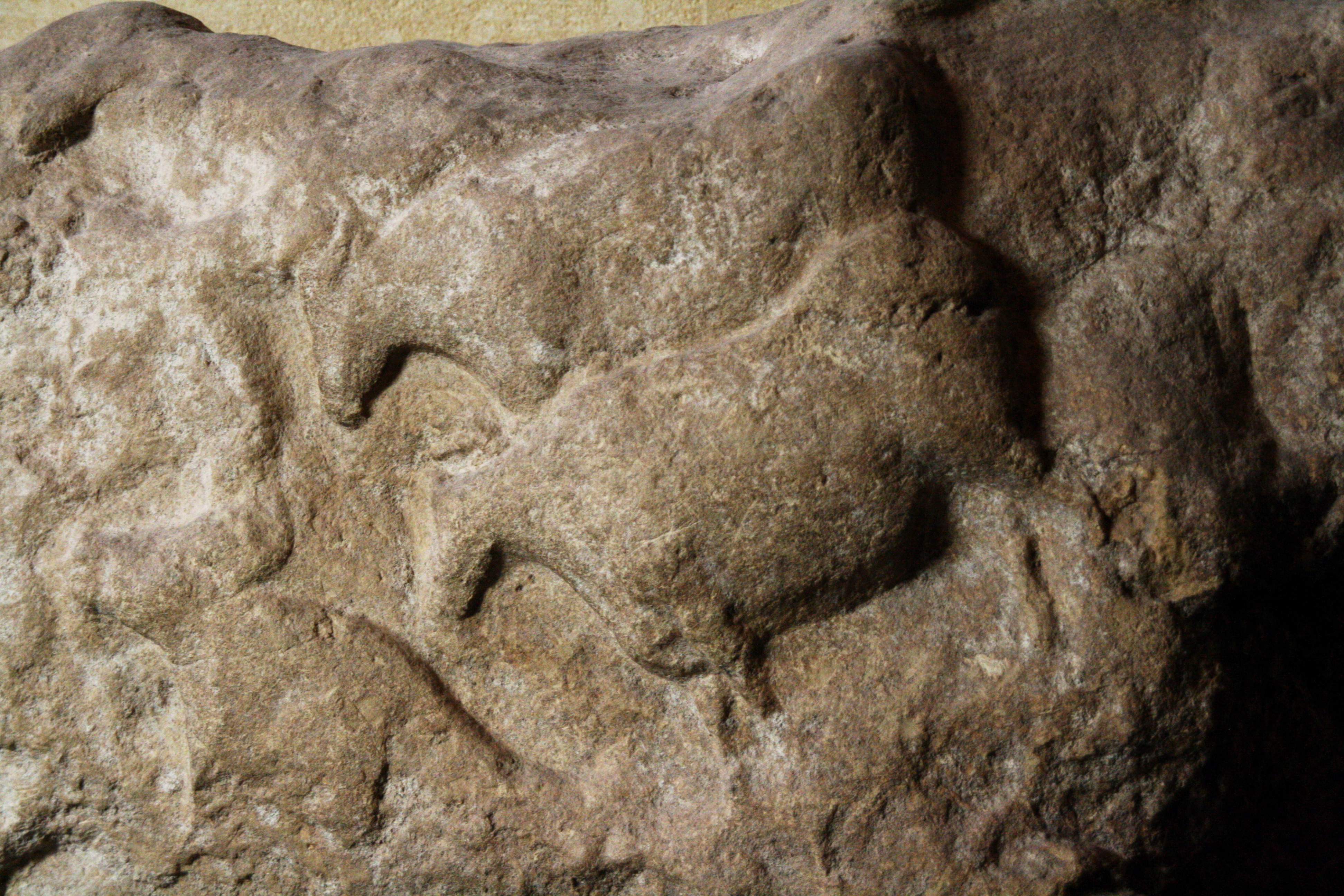
Sculpture d'aurochs en bas-relief trouvée au Fourneau-du-Diable.

De gros blocs de pierre ont été trouvés sur la pente rocheuse, au milieu des éboulis.
L'un d'eux, d'un demi-mètre cube, est daté du Solutréen par son contexte archéologique. Il comporte une face sculptée en bas-relief de onze figurations représentant des bovidés ou bovinés (dont trois aurochs) marchant de front, des chevaux et des cervidés.
Les orientations multiples des sculptures laissent penser qu'il s'agit d'un bloc décoré et non d'un élément de paroi détaché.
Les aurochs, aisément identifiables, sont traités avec une certaine exagération des formes, un rendu de la perspective grâce à des différences de relief sur les membres ou à un recouvrement des figures et une délimitation de l'extrémité du museau qui évoquent le style des taureaux de la grotte de Lascaux. 
Leur datation solutréenne est un argument indirect pour attribuer une partie des peintures de Lascaux au Solutréen.
Quelques vestiges humains (clavicules, dents, vertèbres) datant du Paléolithique supérieur ainsi que de nombreux outils (burins, grattoirs, lames, microlithes, etc.) du Gravettien y ont été collectés. En outre, le poids de la part du renne dans les restes fauniques collectés témoigne de l'importance de cet animal dans les chasses du Gravettien.

## Protection
Ces œuvres d'art et ces vestiges ont été transportés au musée national de Préhistoire des Eyzies.
Le gisement préhistorique des Moneries, y compris les abris et les grottes, et le promontoire rocheux du Fourneau-du-Diable ont été classés au titre des monuments historiques le 25 novembre 1980.

## Galerie

Le surplomb rocheux du Fourneau-du-Diable.
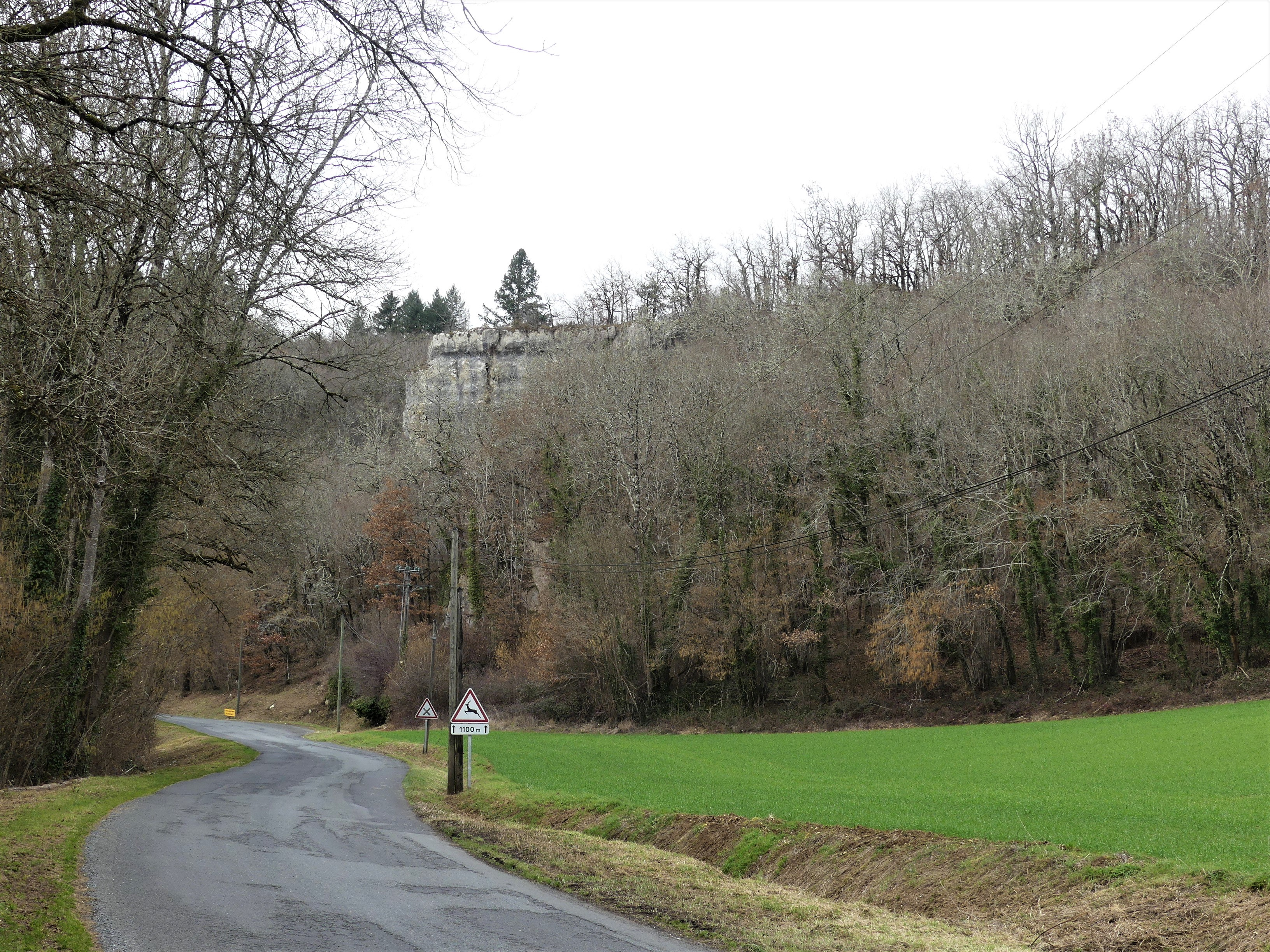
Depuis le sud-est.
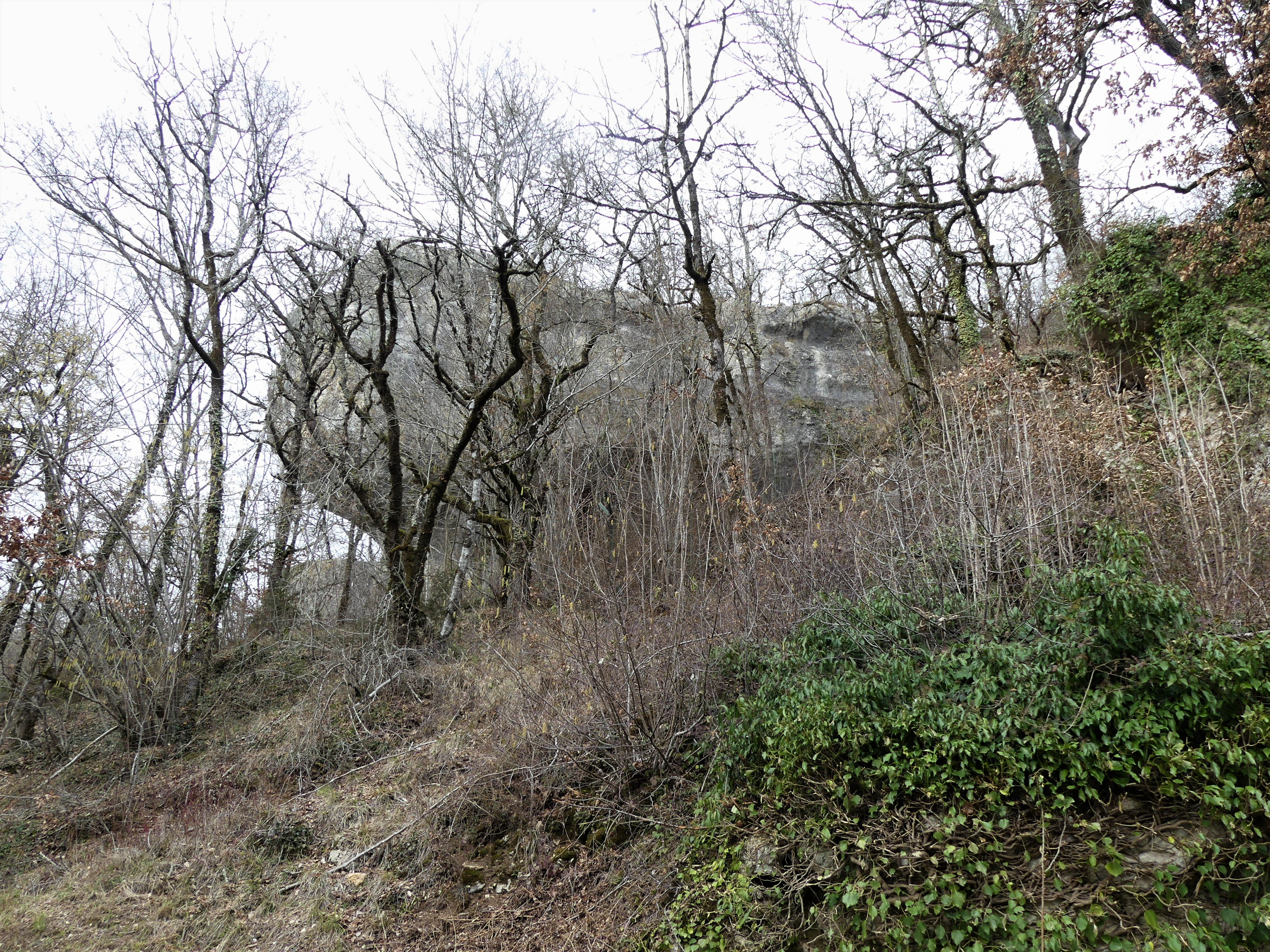
Idem.
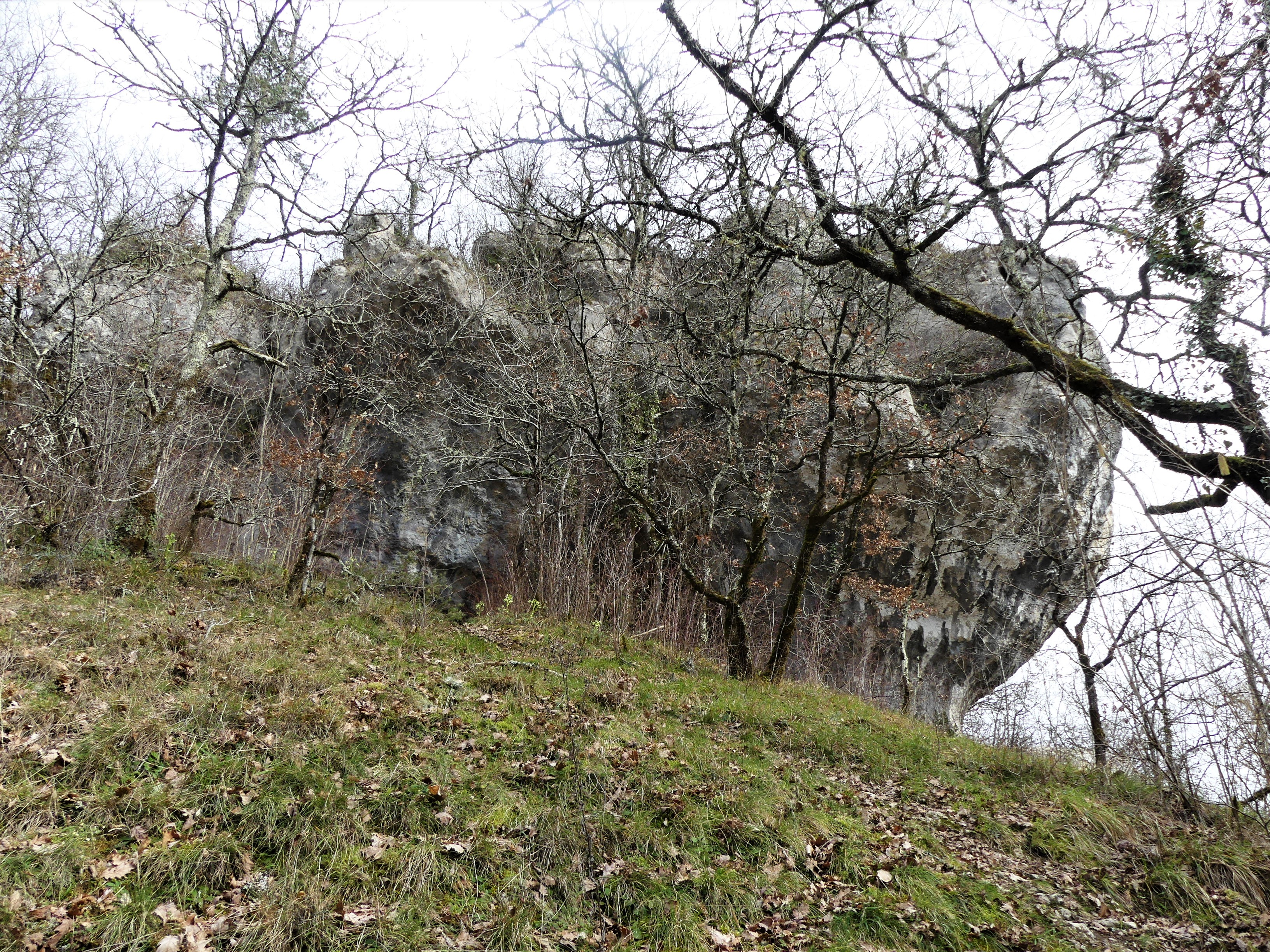
Depuis l'ouest.
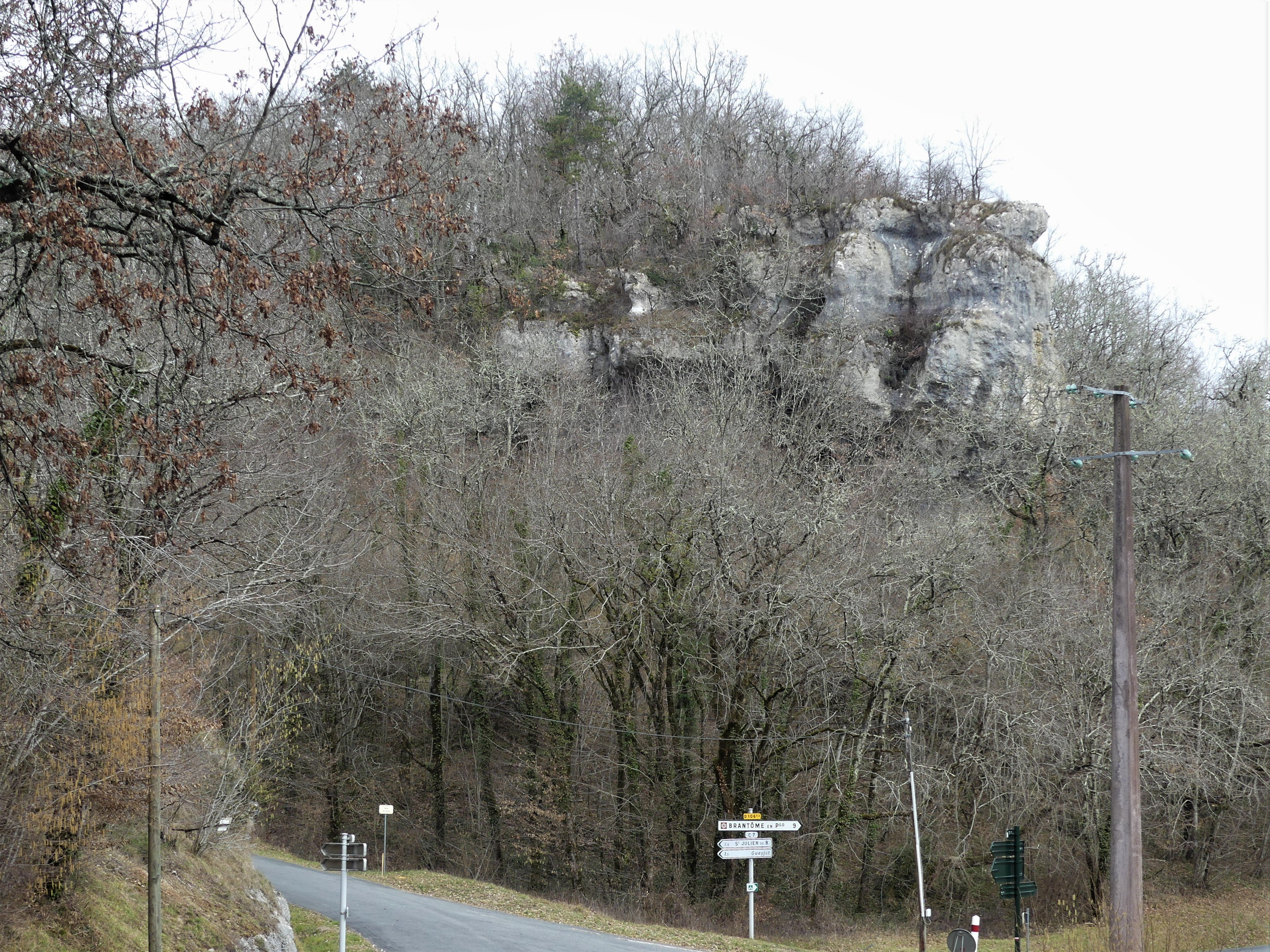
Depuis le sud-ouest.
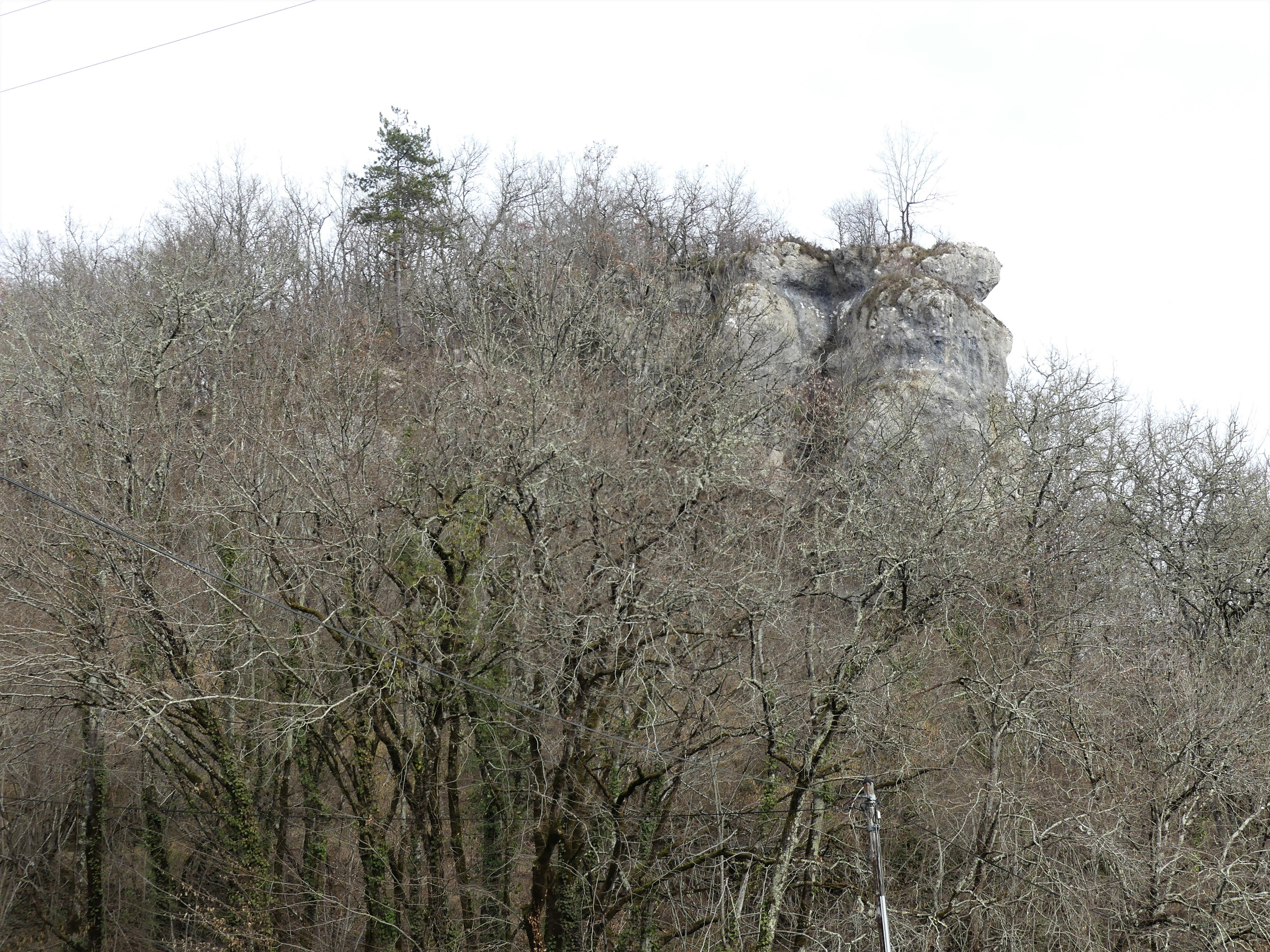
Idem.